# Жук, Евгений Львович
Евгений Львович Жук (бел. Яўген Жук; родился 2 февраля 1976) — белорусский и израильский футболист, полузащитник.

## Биография
Бывший игрок белорусских футбольных клубов «Дарида» и «Белшина».
В 2004 году иммигрировал в Израиль и принял израильское гражданство, а также подписал контракт с клубом «Бней Сахнин» из города Сахнин.